# Горяшина
Горяшина — деревня в Иркутском районе Иркутской области России. Входит в состав Ширяевского муниципального образования. Находится примерно в 33 км к северу от районного центра.

## Население
По данным Всероссийской переписи, в 2010 году в деревне проживало 419 человек (201 мужчина и 218 женщин).